# Nigerastrild
Nigerastrild (Estrilda poliopareia) är en fågel i familjen astrilder inom ordningen tättingar.

## Utseende och läte
Nigerastrilden är en 12 cm lång gråbrun finklik fågel med röd näbb och röd övergump. På nära håll syns mycket tät bandning på ovansidan, bröstsidorna och flankerna. Den har ljusa ögon, till skillnad från många andra Estrilda-astrilder. Lätet är ett för släktet typiskt "tzzzt".

## Utbredning och status
Fågeln förekommer från floden Nigers delta, i södra Nigeria, till gränsen mot Benin. Den behandlas som monotypisk, det vill säga att den inte delas in i några underarter.

## Status och hot
Arten tros ha en liten världspopulation bestående av endast 1 300–2 300 adulta individer. Beståndet verkar dock vara stabilt. IUCN kategoriserar arten som nära hotad.